# 坂井市立三国中学校
坂井市立三国中学校（さかいしりつ みくにちゅうがっこう）は、福井県坂井市三国町にある中学校。

## 委員会
- JRC委員会
- 購買委員会(廃止後JRCに吸収)
- 校則改正委員会
- 給食委員会
- 図書委員会
- 風紀委員会
- 学習委員会(廃止)
- 文化委員会
- 体育委員会
- 整美委員会

## 部活動
- 運動部 - 軟式野球、サッカー、ソフトボール、ソフトテニス、陸上、バレーボール、バスケットボール、バドミントン、卓球、柔道、剣道
- 文化部 - 美術、科学、郷土芸能、吹奏楽

## 学校周辺
- 坂井市役所三国庁舎
- 福井県立三国高等学校

## 著名な卒業生
- 森安孝夫（歴史学者）
- 戸田正寿（アートディレクター）
- 南谷龍（作曲・編曲家）
- 佐々木閑（仏教学者）
- 近藤冨士雄（NHKのエグゼクティブアナウンサー）
- 中島孝平（競艇選手。2010年賞金王）
- 横田はるな（シンガーソングライター）
- ヒナタカコ（シンガーソングライター）
- 岡田健志（ナレーター）
- 竹内鈴（柔道選手）
- 長久玲奈（元AKB48、シンガーソングライター)